# Mazus
Mazus es un género con 78 especies de plantas fanerógamas perteneciente a la familia Mazaceae. 

## Especies seleccionadas
- Mazus alpinus
- Mazus angusticalyx
- Mazus arenarius
- Mazus bicolor
- Mazus bodinieri
- Mazus caducifer